# Georgi Fitissenko
Georgi Fitissenko (kirgisisch Георги Фитисенко; * 13. Juni 2002) ist ein kirgisischer Eishockeyspieler, der seit 2021 bei Kyrgyz Temir Johly in der kirgisischen Eishockeyliga spielt.

## Karriere
Georgi Fitissenko begann seine Karriere beim HK Almaty in der kasachischen U18-Liga. Seit 2021 spielt er bei Kyrgyz Temir Johly in der kirgisischen Eishockeyliga.

### International
Im Juniorenbereich spielte Fitissenko bei der U20-Weltmeisterschaft 2022 in der Division III.
Für die kirgisische Herren-Auswahl nahm Fitissenko an den Weltmeisterschaften der Division III 2023 und 2024 teil.

## Erfolge und Auszeichnungen
- 2023 Aufstieg in die Division III, Gruppe A, bei der Weltmeisterschaft der Division III, Gruppe B